# 庾杲之
庾 杲之（ゆ こうし、441年 - 491年）は、南朝宋から斉にかけての官僚。字は景行。本貫は南陽郡新野県。

## 経歴
司空参軍の庾粲（庾深之の子）の子として生まれた。奉朝請を初任とし、巴陵王征西参軍となった。郢州で秀才に挙げられ、晋熙王鎮西外兵参軍に任じられた。昇明年間、蕭賾の下で征虜府功曹となり、尚書駕部郎をつとめた。清貧で自ら生業を営み、野草や山菜のみを食べて暮らした。任昉がふざけて「誰が庾郎を貧しいというのか。鮭を27種類も食べているというぞ」といった。蕭賾の下で撫軍中軍記室となり、員外散騎常侍・正員郎に転じた。中書郎となり、荊湘二州中正を兼ねた。尚書左丞となった。永明年間、王倹の下で衛将軍長史となった。黄門郎となり、御史中丞を兼ねた。まもなく正式に御史中丞となった。武帝（蕭賾）の命により北魏に対する使者をつとめ、侍中を兼ねた。諸王がまだ年少であったため、杲之は江淹とともに、5日に1回諸王のもとを訪れて遊ぶよう武帝に命じられた。まもなく廬陵王中軍長史となった。尚書吏部郎に転じて、官僚の選挙の事務に参与した。太子右衛率に転じ、通直常侍の位を加えられた。
永明9年（491年）、死去した。享年は51。諡は貞子といった。

## 伝記資料
- 『南斉書』巻34 列伝第15
- 『南史』巻49 列伝第39